# Meeting de Paris 2016
Navigation
Édition précédente Édition suivante
Le Meeting de Paris 2016 a eu lieu le 27 août 2016 au Stade de France de Saint-Denis, en France. Il s'agissait de sa 32e édition et de la douzième étape de la Ligue de diamant 2016. Le meeting est marqué par le record du monde du 3 000 mètres steeple établi par la Bahreïnie Ruth Jebet en 8 min 52 s 78.
L'épreuve se dispute pour la dernière fois au Stade de France, elle se déroule au Stade Charlety à partir de 2017.

## Épreuves
| Hommes            | Femmes           |
| ----------------- | ---------------- |
| 100 m             | 200 m            |
| 800 m             | 400 m            |
| 3000 m/5000 m     | 1500 m           |
| 400 m Haies       | 100 m Haies      |
| Saut à la perche  | 3000 m Steeple   |
| Triple saut       | Saut en hauteur  |
| Lancer de poids   | Saut en longueur |
| Lancer de javelot | Lancer de disque |

## Résultats

### Hommes
| Rang | Athlète           | Temps        | Points |
| ---- | ----------------- | ------------ | ------ |
| 1    | Ben Youssef Méité | 9 s 96 (NR)  | 10     |
| 2    | Akani Simbine     | 10 s 00      | 6      |
| 3    | Churandy Martina  | 10 s 01 (SB) | 4      |
| 4    | Joel Fearon       | 10 s 05      | 3      |
| 5    | Jimmy Vicaut      | 10 s 12      | 2      |
| 6    | Kim Collins       | 10 s 12      | 1      |

| Rang | Athlète               | Temps              | Points |
| ---- | --------------------- | ------------------ | ------ |
| 1    | Alfred Kipketer       | 1 min 42 s 87 (PB) | 10     |
| 2    | Taoufik Makhloufi     | 1 min 42 s 98      | 6      |
| 3    | Jonathan Kitilit      | 1 min 43 s 05 (PB) | 4      |
| 4    | Ferguson Rotich       | 1 min 43 s 43 (SB) | 3      |
| 5    | Ayanleh Souleiman     | 1 min 43 s 52 (SB) | 2      |
| 6    | Pierre-Ambroise Bosse | 1 min 43 s 58      | 1      |

| Rang | Athlète           | Temps                   | Points |
| ---- | ----------------- | ----------------------- | ------ |
| 1    | Yomif Kejelcha    | 7 min 28 s 19 (WJR, WL) | 10     |
| 2    | Abdelaati Iguider | 7 min 30 s 09 (PB)      | 6      |
| 3    | Hagos Gebrhiwet   | 7 min 30 s 45           | 4      |
| 4    | Ryan Hill         | 7 min 30 s 93 (PB)      | 3      |
| 5    | Albert Rop        | 7 min 32 s 02 (NR)      | 2      |
| 6    | Bethwell Birgen   | 7 min 32 s 48 (PB)      | 1      |

| Rang | Athlète             | Temps        | Points |
| ---- | ------------------- | ------------ | ------ |
| 1    | Nicholas Bett       | 48 s 01 (SB) | 10     |
| 2    | Kerron Clement      | 48 s 19      | 6      |
| 3    | Yasmani Copello     | 48 s 24      | 4      |
| 4    | Javier Culson       | 48 s 55      | 3      |
| 5    | Rasmus Mägi         | 48 s 66      | 2      |
| 6    | Abdelmalik Lahoulou | 48 s 92      | 1      |

| Rang | Athlète                | Temps       | Points |
| ---- | ---------------------- | ----------- | ------ |
| 1    | Renaud Lavillenie      | 5,93 m      | 10     |
| 2    | Sam Kendricks          | 5,81 m      | 6      |
| 3    | Jan Kudlička           | 5,71 m      | 4      |
| 4    | Paweł Wojciechowski    | 5,71 m (SB) | 3      |
| 5    | Shawn Barber           | 5,61 m      | 2      |
| 6    | Konstadínos Filippídis | 5,51 m      | 1      |

| Rang | Athlète           | Marque  | Points |
| ---- | ----------------- | ------- | ------ |
| 1    | Chris Carter      | 16,92 m | 10     |
| 2    | Alexis Copello    | 16,90 m | 6      |
| 3    | Jhon Murillo      | 16,90 m | 4      |
| 4    | Karol Hoffmann    | 16,78 m | 3      |
| 5    | Troy Doris        | 16,68 m | 2      |
| 6    | Benjamin Compaoré | 16,59 m | 1      |

| Rang | Athlète           | Marque           | Points |
| ---- | ----------------- | ---------------- | ------ |
| 1    | Tom Walsh         | 22,00 m (AR, MR) | 10     |
| 2    | Ryan Crouser      | 21,99 m          | 6      |
| 3    | Kurt Roberts      | 20,78 m          | 4      |
| 4    | Ryan Whiting      | 20,65 m          | 3      |
| 5    | Konrad Bukowiecki | 20,36 m          | 2      |
| 6    | Darrell Hill      | 20,30 m          | 1      |

| Rang | Athlète          | Marque       | Points |
| ---- | ---------------- | ------------ | ------ |
| 1    | Jakub Vadlejch   | 88,02 m (PB) | 10     |
| 2    | Julian Weber     | 87,39 m      | 6      |
| 3    | Thomas Röhler    | 84,16 m      | 4      |
| 4    | Dmytro Kosynskyy | 84,08 m (PB) | 3      |
| 5    | Keshorn Walcott  | 82,40 m      | 2      |
| 6    | Vítězslav Veselý | 78,38 m      | 1      |

### Femmes
| Rang | Athlète             | Temps        | Points |
| ---- | ------------------- | ------------ | ------ |
| 1    | Dafne Schippers     | 22 s 13      | 10     |
| 2    | Desiree Henry       | 22 s 46 (PB) | 6      |
| 3    | Jenna Prandini      | 22 s 48      | 4      |
| 4    | Simone Facey        | 22 s 70      | 3      |
| 5    | Ella Nelson         | 22 s 82      | 2      |
| 6    | Nataliya Pohrebnyak | 22 s 95      | 1      |

| Rang | Athlète             | Temps   | Points |
| ---- | ------------------- | ------- | ------ |
| 1    | Natasha Hastings    | 50 s 06 | 10     |
| 2    | Stephenie McPherson | 50 s 33 | 6      |
| 3    | Christine Day       | 50 s 75 | 4      |
| 4    | Kemi Adekoya        | 51 s 05 | 3      |
| 5    | Floria Gueï         | 51 s 16 | 2      |
| 6    | Olha Zemlyak        | 51 s 34 | 1      |

| Rang | Athlète          | Temps                      | Points |
| ---- | ---------------- | -------------------------- | ------ |
| 1    | Laura Muir       | 3 min 55 s 22 (WL, MR, NR) | 10     |
| 2    | Faith Kipyegon   | 3 min 56 s 72              | 6      |
| 3    | Sifan Hassan     | 3 min 57 s 13 (SB)         | 4      |
| 4    | Shannon Rowbury  | 3 min 58 s 00 (SB)         | 3      |
| 5    | Dawit Seyaum     | 3 min 58 s 09 (PB)         | 2      |
| 6    | Jennifer Simpson | 3 min 58 s 19 (SB)         | 1      |

| Rang | Athlète            | Temps        | Points |
| ---- | ------------------ | ------------ | ------ |
| 1    | Kendra Harrison    | 12 s 44      | 10     |
| 2    | Dawn Harper-Nelson | 12 s 65 (SB) | 6      |
| 3    | Cindy Ofili        | 12 s 66      | 4      |
| 4    | Jasmin Stowers     | 12 s 76      | 3      |
| 5    | Cindy Roleder      | 12 s 78      | 2      |
| 6    | Cindy Billaud      | 13 s 02      | 1      |

| Rang | Athlète            | Marque             | Points |
| ---- | ------------------ | ------------------ | ------ |
| 1    | Ruth Jebet         | 8 min 52 s 78 (WR) | 10     |
| 2    | Hyvin Kiyeng       | 9 min 1 s 96       | 6      |
| 3    | Emma Coburn        | 9 min 10 s 19      | 4      |
| 4    | Beatrice Chepkoech | 9 min 10 s 86 (PB) | 3      |
| 5    | Sofia Assefa       | 9 min 13 s 09 (SB) | 2      |
| 6    | Genevieve LaCaze   | 9 min 14 s 28 (AR) | 1      |

| Rang | Athlète           | Marque       | Points |
| ---- | ----------------- | ------------ | ------ |
| 1    | Ruth Beitia       | 1,98 m       | 10     |
| 2    | Levern Spencer    | 1,96 m (=SB) | 6      |
| 3    | Alessia Trost     | 1,93 m (SB)  | 4      |
| 4    | Svetlana Radzivil | 1,93 m       | 3      |
| 5    | Inika McPherson   | 1,93 m       | 2      |
| 6    | Mirela Demireva   | 1,90 m       | 1      |

| Rang | Athlète        | Marque      | Points |
| ---- | -------------- | ----------- | ------ |
| 1    | Ivana Španović | 6,90 m      | 10     |
| 2    | Lorraine Ugen  | 6,80 m (SB) | 6      |
| 3    | Ksenija Balta  | 6,75 m      | 4      |
| 4    | Shara Proctor  | 6,55 m      | 3      |
| 5    | Darya Klishina | 6,51 m      | 2      |
| 6    | Éloyse Lesueur | 6,38 m      | 1      |

| Rang | Athlète              | Marque  | Points |
| ---- | -------------------- | ------- | ------ |
| 1    | Sandra Perković      | 67,62 m | 10     |
| 2    | Mélina Robert-Michon | 64,36 m | 6      |
| 3    | Denia Caballero      | 61,98 m | 4      |
| 4    | Jade Lally           | 61,45 m | 3      |
| 5    | Nadine Müller        | 60,07 m | 2      |
| 6    | Shanice Craft        | 59,32 m | 1      |